# Organització Popular Democràtica Oromo
L'Organització Popular Democràtica Oromo (Oromo People’s Democratic Organization OPDO) és un partit polític regional ètnic oromo d'Etiòpia, part de l'aliança del Front Democràtic Revolucionari Popular Etíop (EPRDF) junt amb l'Moviment Nacional Democràtic Amhara, el Front Popular d'Alliberament de Tigre i el Moviment Democràtic dels Pobles del Sud d'Etiòpia. A les últimes eleccions legislatives amb participació de l'oposició el 15 de maig de 2005, el partit va participar dins del Front Democràtic Revolucionari Popular Etíop, que va obtenir 327 de 527 escons. En les regionals de l'agost del 2005 el partit va aconseguir 387 escons de 537 a la regió d'Oromia, i 14 de 36 escons a la regió Harari.

## Història
L'OPDO es va crear a finals de 1989 per impuls del Front Popular d'Alliberament de Tigre (TPLF), amb oficials i soldats del Derg que havien caigut presoners. La causa immediata fou les dificultats en les relacions que el TPLF tenia en aquell moment amb el Front d'Alliberament Oromo. Al principi fou una organització dèbil, segons Paul B. Henze, però progressivament va atreure a més desertors de les d'unitats militars del Derg i va aconseguir molts seguidors quan el 1991 el TPLF (ja sota cobert del Front Democràtic Revolucionari Popular Etíop) va ocupar parts de les províncies de Wollo i Shoa que tenien una majoria significativa de població oromo.
El 2001, l'OPDO fou sacsejat per una sèrie d'escàndols de corrupció, que va conduir a l'expulsió del llavors secretari general Kuma Demeksa sota el càrrec de corrupció, "pràctiques antidemocràtiques", abús de poder i nepotisme. El major-general Abadula Gemeda llavors va renunciar a la seva destinació a la Força de Defensa Nacional Etiòpica i va agafar el control de la conflictiva organització. L'OPDO va tenir el seu quart congrés el 23 de febrer de 2006 a Adama.
En les eleccions parcials i locals de 2008, l'OPDO va aconseguir 23 escons a la legislatura regional d'Oròmia, i 613 seients de 108 kebeles per les eleccions al Consell de Representants de les poblacions dels kebeles.